# Aspilia montevidensis
Aspilia montevidensis là một loài thực vật có hoa trong họ Cúc. Loài này được (Spreng.) Kuntze mô tả khoa học đầu tiên năm 1898.